# Wes Morgan
Westley Nathan Morgan (* 21. ledna 1984 Nottingham) je bývalý jamajský profesionální fotbalista, který nastupoval na pozici středního obránce. Odehrál více než 700 profesionálních utkání v dresu Nottinghamu Forest, Leicesteru City či v jamajském národním týmu; v roce 2003 odehrál i pět utkání na hostování v Kidderminsteru.
Morgan strávil více než deset let v Nottinghamu Forest, ve kterém nastoupil do 396 zápasů, ve kterých se čtrnáctkrát střelecky prosadil. Když v lednu 2012 přestoupil do Leicesteru City, byl nejdéle hrajícím hráčem The Reds.
Morgan se později téhož roku stal kapitánem Leicesteru, kterým byl 9 let až do ukončení své hráčské kariéry v roce 2021. Byl kapitánem klubu během jeho nejúspěšnějšího období, dovedl tým k vítězství v EFL Championship v roce 2014, k jejich prvnímu titulu v Premier League o dva roky později a k jejich první výhře v FA Cupu v roce 2021.
Morgan se narodil a vyrostl v Anglii, rozhodl se však reprezentovat Jamajku na mezinárodní úrovni. V seniorské reprezentaci debutoval v roce 2013 a zúčastnil se dvou turnajů Copa América a pomohl Jamajce k postupu do finále na Zlatém poháru v roce 2015. Byl také prvním jamajským hráčem, který skóroval v zápase Ligy mistrů UEFA.

## Klubová kariéra

### Nottingham Forest

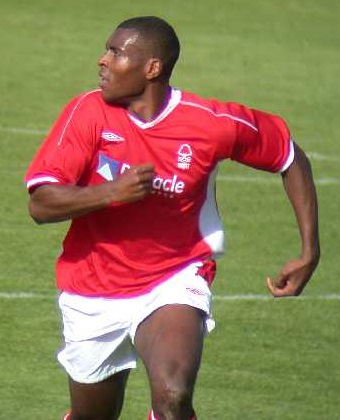
Morgan v dresu Nottinghamu Forest (2002)

Morgan se narodil v Nottinghamu. Poté, co ve věku 15 let odešel z Notts County, odešel studovat obchod na South Notts College, zatímco hrál poloprofesionálně v týmu Dunkirk FC. Svými výkony na sebe upozornil a v roce 2000 se připojil k akademii Nottinghamu Forest.
V únoru 2003 odešel Morgan na hostování do čtvrtoligového klubu Kidderminster Harriers. V klubu debutoval 1. března, když odehrál celých 90 minut utkání proti Scunthorpe United. Morgan odehrál za klub z Worcestershiru pět zápasů; dva týdny po svém debutu vstřelil svůj první profesionální gól při vítězství 2:0 nad Cambridge United.
V Nottinghamu debutoval 12. srpna 2003 v zápase proti Port Vale ve věku 19 let; po bezbrankové remíze Forest vyhrál penaltový rozstřel a postoupil do druhého kola Ligového poháru. O čtyři dny později debutoval ve First Division, když odehrál utkání proti Readingu. Dne 18. října vstřelil svůj první gól v dresu Nottinghamu, a to při vítězství 6:0 nad Wimbledon FC. 3. prosince vstřelil vyrovnávací v domácím zápase proti Ipswich Town. V sezóně odehrál celkem 32 ligových zápasů, ve kterých byl dvakrát vyloučen.
V sezóně 2007/08 Morgan vynechal pouze čtyři soutěžní zápasy, a pomohl klubu k postupu do Championship z druhého místa. Jeho jedinou brankou v utkání byla vítězná v utkání proti Tranmere Rovers. Forest v sezóně udržel rekordních 24 čistých kont.
V sezóně 2008/09 odehrál Morgan 42 zápasů v druhé nejvyšší soutěži a pomohl týmu k udržení, když Nottingham skončil devatenáctý se sedmi bodovým náskokem na sestupivší Norwich.
Sezóna 2009/10 byla pro Nottingham i Morgana úspěšná. Jamajský stoper vstřelil ve 44 ligových zápasech 3 branky a i díky němu zakončil klub sezónu na třetím místě. V play-off o postup nastoupil Morgan do obou zápasů semifinále proti Blackpoolu, ze kterého odešli, po výsledcích 1:2 a 3:4, hráči The Reds poraženi.
V následující sezóně nevynechal Morgan v zápasech EFL Championship ani minutu a opět dovedl svůj tým až do play-off o postup do Premier League. V něm narazil Nottingham na velšskou Swansea. První zápas skončil bezbrankovou remízou, ale odvetu zvládl lépe velšský celek a po výsledku 3:1 se radoval z postupu do finále.
Sezónu 2011/12 nezačal Nottingham, s Morganem jako pravidelným členem základní sestavy nejlépe, a po polovině sezóny byl na sestupovém 22. místě. V zimním přestupovém období se objevily zprávy o tom, že o Morgana stojí Leicester City, který také hrával EFL Championship.

### Leicester City

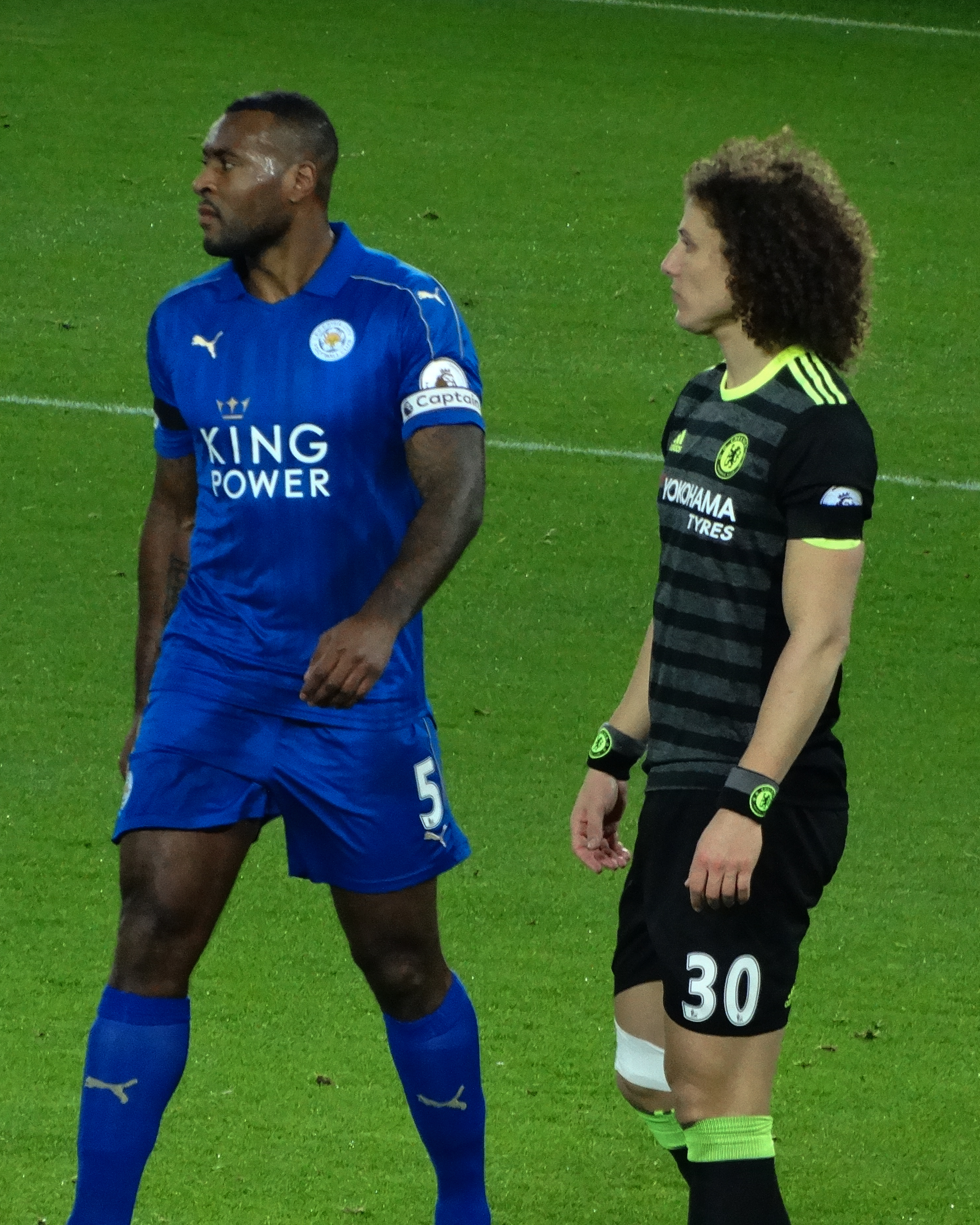
Morgan (vlevo) hrající za Leicester City (2017)

Dne 30. ledna 2012 přestoupil Morgan do Leicesteru City za částku okolo 1 milionu liber. V klubu debutoval 4. února, když nastoupil na poslední půlhodinu ligového zápasu proti Brightonu. V základní sestavě se poprvé objevil v 33. kole, když odehrál celý zápas proti Derby County a svým výkonem pomohl k udržení čistého konta a k výhře 1:0. Ze základní sestavy již do konce sezóny nevypadl a ve stoperské dvojici společně se Solem Bambou či Seanem St. Ledgerem byli vždy spolehlivou částí základní sestavy.
Na začátku sezóny 2012/13, tedy půl roku po svém příchodu do klubu, se stal novým klubovým kapitánem po odchodu dosavadního kapitána Richieho Wellense. Svůj první ligový gól v dresu Leicesteru vstřelil hned v prvním kole sezóny, když hlavičkou otevřel skóre zápase proti Peterborough. V průběhu celé sezóny vynechal jen jedno utkání, a to kvůli trestu za červenou kartu, kterou obdržel v zápase proti Barnsley. Leicester zakončil sezónu na šesté příčce a postoupil tak do postupového play-off. V něm Lišky narazily na Watford a po výhře 1:0 v úvodním zápase měli ideální vyhlídky do odvety. V té však vstřelil dvě branky útočník Watfordu Matěj Vydra a poté, co v 97. minutě nejdříve chytil penaltu Leicesteru brankář Manuel Almunia a z následného protiútoku skóroval Troy Deeney, se ze senzačního postupu radovali Hornets.
V sezóně 2013/14 vynechal Morgan opět jediné ligové utkání, a měl tak velkou účast na postupu Leicesteru do Premier League z prvního místa s devítibodovým náskokem na druhé Burnley. Morgan následně prodloužil smlouvu s klubem o tři roky.
Svého debutu v Premier League se dočkal v prvním kole sezóny 2014/15, když odehrál celé utkání proti Evertonu, které skončilo remízou 2:2. 2. prosince 2014 byl Morgan v zápase proti Liverpoolu po faulu na Rickieho Lamberta vyloučen a jeho tým prohrál 1:3. 21. března následujícího roku vstřelil Morgan svůj první gól v nejvyšší soutěži, a to při prohře 4:3 proti Tottenhamu Hotspur a další branku přidal 5. května při výhře 3:0 nad Newcastlem. Díky skvělému konci sezóny se Leicester dokázal v Premier League zachránit, nicméně klub po sezóně opustil trenér Nigel Pearson.
Novým trenérem se stal Ital Claudio Ranieri a Morgan vytvořil s Robertem Huthem novou stoperskou dvojici. Morgan nevynechal v sezóně 2015/16 ani minutu v lize, byl jedním ze 4 hráčů (společně se svým spoluhráčem Kasperem Schmeichelem), kterým se to v sezóně povedlo. 3. dubna 2016 vstřelil Morgan jediný gól zápasu proti Southamptonu. 1. května vstřelil v 17. minutě utkání proti Manchesteru United branku na konečných 1:1. O den později se, díky remíze Tottenhamu Hotspur s Chelsea, stal Leicester překvapivým vítězem Premier League a Morgan se stal prvním Jamajčanem, který získal titul v Premier League. Poté, co dovedl Leicester City k titulu, byl Morgan zařazen do nejlepší jedenáctky soutěže, spolu se svými spoluhráči Jamiem Vardym, N'Golo Kantém a Rijádem Mahrizem.
Dne 14. září 2016 debutoval Morgan v evropských pohárech, a to když se objevil v základní sestavě utkání základní skupiny Ligy mistrů proti belgickému Club Brugge KV. Zápas odehrál s kapitánskou páskou a přispěl k výhře 3:0. Leicester ze skupiny dokázal postoupit a v osmifinále soutěže narazil na španělskou Sevillu. V prvním zápase Sevilla doma Leicester porazila 2:1, ale v odvetném zápase, 14. března 2017, otevřel Morgan skóre zápasu ve 27. minutě a poté, co se prosadil i Marc Albrighton se Leicester radoval z postupu do čtvrtfinále. Stal se tak prvním Jamajčanem, který skóroval v zápase Ligy mistrů.
Dne 15. května 2021 vystřídal Morgan v 82. minutě finále FA Cupu Luka Thomase a po výhře 1:0 nad Chelsea získal Leicester další trofej.
Dne 21. května 2021 Morgan oznámil, že na konci sezóny 2020/21 ukončí svoji hráčskou kariéru.

## Reprezentační kariéra
Dne 1. září 2013 byl Morgan poprvé povolán do jamajské reprezentace. Debutoval při bezbrankové remíze proti Panamě o šest dní později. Morgan se stal reprezentačním kapitánem 9. září 2014, když vedl jamajský výběr v zápase proti Kanadě.
Morgan byl součástí mužstva, které hrálo na závěrečném turnaji Copa América 2015 v Chile. Na turnaji odehrál všechny zápasy, nicméně se Jamajce nepodařilo postoupit ze základní skupiny. O několik týdnů později byl nominován i na závěrečný turnaj Zlatý pohár CONCACAF 2015, který se hrál v USA a v Kanadě. Jamajku dovedl až do finále, ve kterém však podlehli Mexiku 3:1.

## Statistiky

### Klubové
| Klub                           | Sezóna  | Liga           | Liga   | Liga | FA Cup | FA Cup | EFL Cup | EFL Cup | Evropské poháry | Evropské poháry | Ostatní | Ostatní | Celkem | Celkem |
| Klub                           | Sezóna  | Liga           | Zápasy | Góly | Zápasy | Góly   | Zápasy  | Góly    | Zápasy          | Góly            | Zápasy  | Góly    | Zápasy | Góly   |
| ------------------------------ | ------- | -------------- | ------ | ---- | ------ | ------ | ------- | ------- | --------------- | --------------- | ------- | ------- | ------ | ------ |
| Nottingham Forest              | 2002/03 | First Division | 0      | 0    | 0      | 0      | 0       | 0       | —               | —               | 0       | 0       | 0      | 0      |
| Nottingham Forest              | 2003/04 | First Division | 32     | 2    | 1      | 0      | 3       | 0       | —               | —               | —       | —       | 36     | 2      |
| Nottingham Forest              | 2004/05 | Championship   | 42     | 1    | 4      | 0      | 4       | 0       | —               | —               | —       | —       | 50     | 1      |
| Nottingham Forest              | 2005/06 | League One     | 43     | 2    | 1      | 0      | 1       | 0       | —               | —               | —       | —       | 45     | 2      |
| Nottingham Forest              | 2006/07 | League One     | 40     | 0    | 2      | 0      | 1       | 0       | —               | —               | 3       | 1       | 46     | 1      |
| Nottingham Forest              | 2007/08 | League One     | 42     | 1    | 1      | 0      | 2       | 0       | —               | —               | 1       | 0       | 46     | 1      |
| Nottingham Forest              | 2008/09 | Championship   | 42     | 1    | 2      | 0      | 2       | 0       | —               | —               | —       | —       | 46     | 1      |
| Nottingham Forest              | 2009/10 | Championship   | 46     | 3    | 2      | 0      | 3       | 0       | —               | —               | —       | —       | 51     | 3      |
| Nottingham Forest              | 2010/11 | Championship   | 48     | 1    | 2      | 0      | 1       | 0       | —               | —               | —       | —       | 51     | 1      |
| Nottingham Forest              | 2011/12 | Championship   | 22     | 1    | 0      | 0      | 3       | 1       | —               | —               | —       | —       | 25     | 2      |
| Nottingham Forest              | Celkem  | Celkem         | 357    | 12   | 15     | 0      | 20      | 1       | —               | —               | 4       | 1       | 396    | 14     |
| Kidderminster Harriers (host.) | 2002/03 | Third Division | 5      | 1    | —      | —      | —       | —       | —               | —               | —       | —       | 5      | 1      |
| Leicester City                 | 2011/12 | Championship   | 17     | 0    | 2      | 0      | —       | —       | —               | —               | —       | —       | 19     | 0      |
| Leicester City                 | 2012/13 | Championship   | 47     | 1    | 3      | 0      | 1       | 0       | —               | —               | —       | —       | 51     | 1      |
| Leicester City                 | 2013/14 | Championship   | 45     | 2    | 0      | 0      | 3       | 1       | —               | —               | —       | —       | 48     | 3      |
| Leicester City                 | 2014/15 | Premier League | 37     | 2    | 3      | 0      | 0       | 0       | —               | —               | —       | —       | 40     | 2      |
| Leicester City                 | 2015/16 | Premier League | 38     | 2    | 0      | 0      | 0       | 0       | —               | —               | —       | —       | 38     | 2      |
| Leicester City                 | 2016/17 | Premier League | 27     | 1    | 2      | 1      | 1       | 0       | 9               | 1               | 1       | 0       | 40     | 3      |
| Leicester City                 | 2017/18 | Premier League | 32     | 0    | 2      | 0      | 1       | 0       | —               | —               | —       | —       | 35     | 0      |
| Leicester City                 | 2018/19 | Premier League | 22     | 3    | 1      | 0      | 2       | 0       | —               | —               | —       | —       | 25     | 3      |
| Leicester City                 | 2019/20 | Premier League | 11     | 0    | 2      | 0      | 4       | 0       | —               | —               | —       | —       | 17     | 0      |
| Leicester City                 | 2020/21 | Premier League | 3      | 0    | 1      | 0      | 1       | 0       | 5               | 0               | —       | —       | 10     | 0      |
| Leicester City                 | Celkem  | Celkem         | 279    | 11   | 16     | 1      | 13      | 1       | 14              | 1               | 1       | 0       | 323    | 14     |
| Celkem                         | Celkem  | Celkem         | 641    | 24   | 31     | 1      | 33      | 2       | 14              | 1               | 5       | 1       | 724    | 29     |

### Reprezentační
| Jamajka | Jamajka | Jamajka |
| Rok     | Zápasy  | Góly    |
| ------- | ------- | ------- |
| 2013    | 4       | 0       |
| 2014    | 6       | 0       |
| 2015    | 13      | 0       |
| 2016    | 7       | 0       |
| Celkem  | 30      | 0       |

## Ocenění

### Klubové

#### Nottingham Forest
- EFL League One: 2007/08 (druhé místo)[58]

#### Leicester City
- Premier League: 2015/16[59]
- EFL Championship: 2013/14[60]
- FA Cup: 2020/21[61]

### Reprezentační

#### Jamajka
- Zlatý pohár CONCACAF: 2015 (druhé místo)[62]

### Individuální
- Nejlepší jedenáctka EFL Championship: 2010/11,[63] 2012/13,[64] 2013/14,[65]
- Nejlepší jedenáctka Premier League: 2015/16[46]
- Jedenáctka dekády English Football League: 2005–2015[66]
- Nejlepší hráč sezóny Leicesteru City: 2012/13[67]
- Nejlepší hráč sezóny Leicesteru City podle hráčů: 2012/13[67]
- Nejlepší jedenáctka CONCACAF roku: 2016[68]